# Jimmy Quinn (północnoirlandzki piłkarz)
Jimmy Quinn, właśc. James Martin Quinn (ur. 18 listopada 1959 w Belfaście) – północnoirlandzki piłkarz występujący na pozycji napastnika.

## Kariera klubowa
Quinn seniorską karierę rozpoczynał w 1977 roku w angielskim klubie Whitchurch Alport. Potem grał w Congleton Town, walijskim Oswestry Town. W 1981 roku trafił do angielskiego Swindon Town z Third Division. W 1982 roku spadł z nim do Fourth Division. W Swindonie spędził jeszcze dwa lata.
W 1984 roku Quinn za 32 tysiące funtów został sprzedany do Blackburn Rovers z Second Division. W ciągu dwóch lat w barwach Blackburn zagrał 71 razy i strzelił 17 goli. W grudniu 1986 roku wrócił do Swindown Town, występującego w Third Division. W 1987 roku wywalczył z nim awans do Second Division. W czerwcu 1988 roku trafił do Leicester City, a w marcu 1989 roku przeniósł się do Bradford City, gdzie grał do końca roku 1989.
30 grudnia 1989 roku Quinn podpisał kontrakt z West Ham United, również występującego w Second Division. W West Hamie zadebiutował 1 stycznia 1990 roku w wygranym 4:2 spotkaniu z Barnsley. Spędził tam w sumie 1,5 roku. Wystąpił tam łącznie w 47 meczach i zdobył 18 bramek.
W 1991 roku Quinn odszedł do zespołu Bournemouth z Third Division. Spędził tam sezon 1991/1992, z ciągu którego zanotował tam 43 spotkania i 19 bramek. W 1992 roku przeszedł do Reading, gdzie spędził pięć kolejnych lat. Potem był graczem zespołów Peterborough United, Swindon Town (grający trener), Northwich Victoria (grający trener), Hereford United, Highworth Town, Hayes, ponownie Northwich Victoria oraz Shrewsbury Town (grający trener), występujących w niższych ligach Anglii. W 2004 roku zakończył karierę piłkarską. Potem jako trener pracował dla Egersund IK, Cambridge United oraz Bournemouth.

## Kariera reprezentacyjna
W reprezentacji Irlandii Północnej Quinn zadebiutował 16 października 1984 roku w wygranym 3:0 towarzyskim meczu z Izraelem. W 1986 roku został powołany do kadry narodowej na Mistrzostwa Świata. Nie zagrał jednak na nich w żadnym meczu. Tamten mundial Irlandia Północna zakończyła na fazie grupowej. W latach 1984–1995 w drużynie narodowej Quinn rozegrał w sumie 46 spotkań i zdobył 12 bramki.